# Alucita budashkini
Alucita budashkini is een vlinder uit de familie waaiermotten (Alucitidae). De wetenschappelijke naam is voor het eerst geldig gepubliceerd in 2000 door Zagulajev.
De soort komt voor in Europa.